# 繁畤郡
繁畤郡，中国南北朝时设置的郡。
北魏置，治所在繁峙县（在今山西省浑源县西南）。辖境相当今山西省应县、浑源等县地。北周时省。领繁畤县和崞山县。